# Sint-Jozefkerk (Breda)
De Sint-Jozefkerk was een rooms-katholieke kerk in Breda. 
De kerk werd gebouwd tussen 1896-1897 op de hoek Oranjesingel/Terheijdenstraat. In 1898 werd de kerk ingewijd. Het was een grote kruisbasiliek in neogotische stijl, gebouwd naar ontwerp van architect J.J. van Langelaar. De kerk werd zonder toren gebouwd, deze werd pas in 1936-1937 toegevoegd. De 70 meter hoge toren was ontworpen door Johan Berben. Jacques van der Meij maakte in 1923 muurschilderingen die het leven van Jezus uitbeelden.
Wegens teruglopend kerkbezoek werd de Jozefkerk in 1975 gesloten. In 1976 werd de kerk gesloopt. Op deze plaats staat nu een appartementencomplex. 